# San Niccolò Oltrarno
San Niccolò Oltrarno is een rooms-katholieke kerk aan de Via San Niccolò in het gelijknamige district in Florence in de regio Toscane in Italië. Het smalle district Niccolò in Oltrarno is ingesloten tussen de heuvels rond San Miniato en de Arno. De naam van de kerk betekent "Sint-Nicolaas aan de overzijde van de Arno".

## Geschiedenis
Uit de archieven blijkt dat er al een kerk stond op die plaats in 1184. Ze was gebouwd door de monniken van de nabijgelegen San Miniato al Monte. Er is een romaanse crypte bewaard die nu fungeert als wijnkelder van het naastgelegen restaurant. In 1374 werd de kerk in gebruik genomen als parochiekerk. Door haar ligging dicht bij de Arno had de kerk regelmatig te kampen met de overstromingen. Ze raakte zwaar beschadigd door de overstromingen van 1557 en van 1966.
De kerk werd herbouwd na een brand in de 15e eeuw. Na de overstromingen van 1557 werd ze hersteld en werd in de gevel een roosvenster aangebracht. De voorgevel van de kerk is voorzien van een gebeeldhouwde steen die laat zien tot hoe ver het water in 1557 steeg.

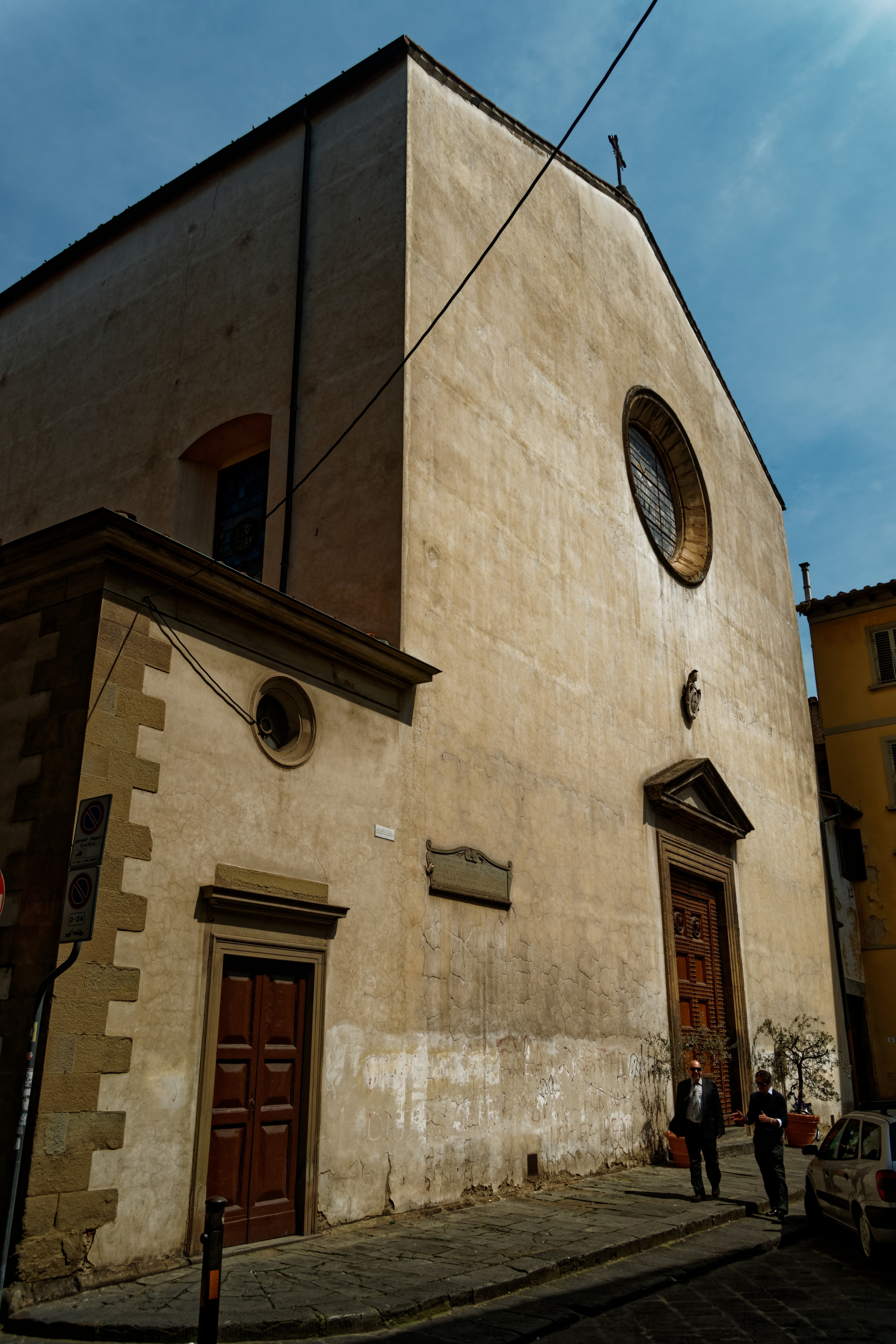
Voorgevel
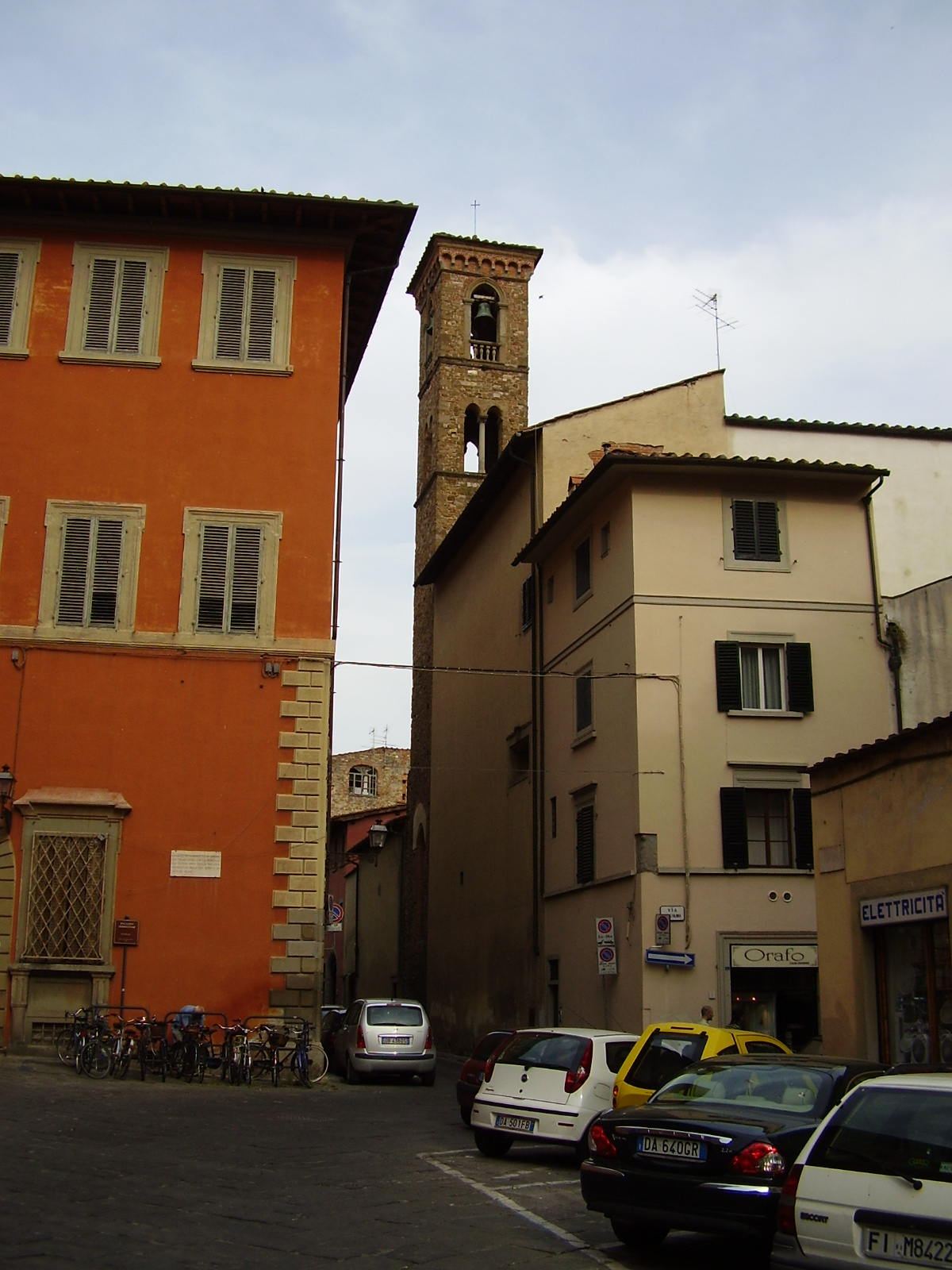
Klokkentoren aan de achterzijde
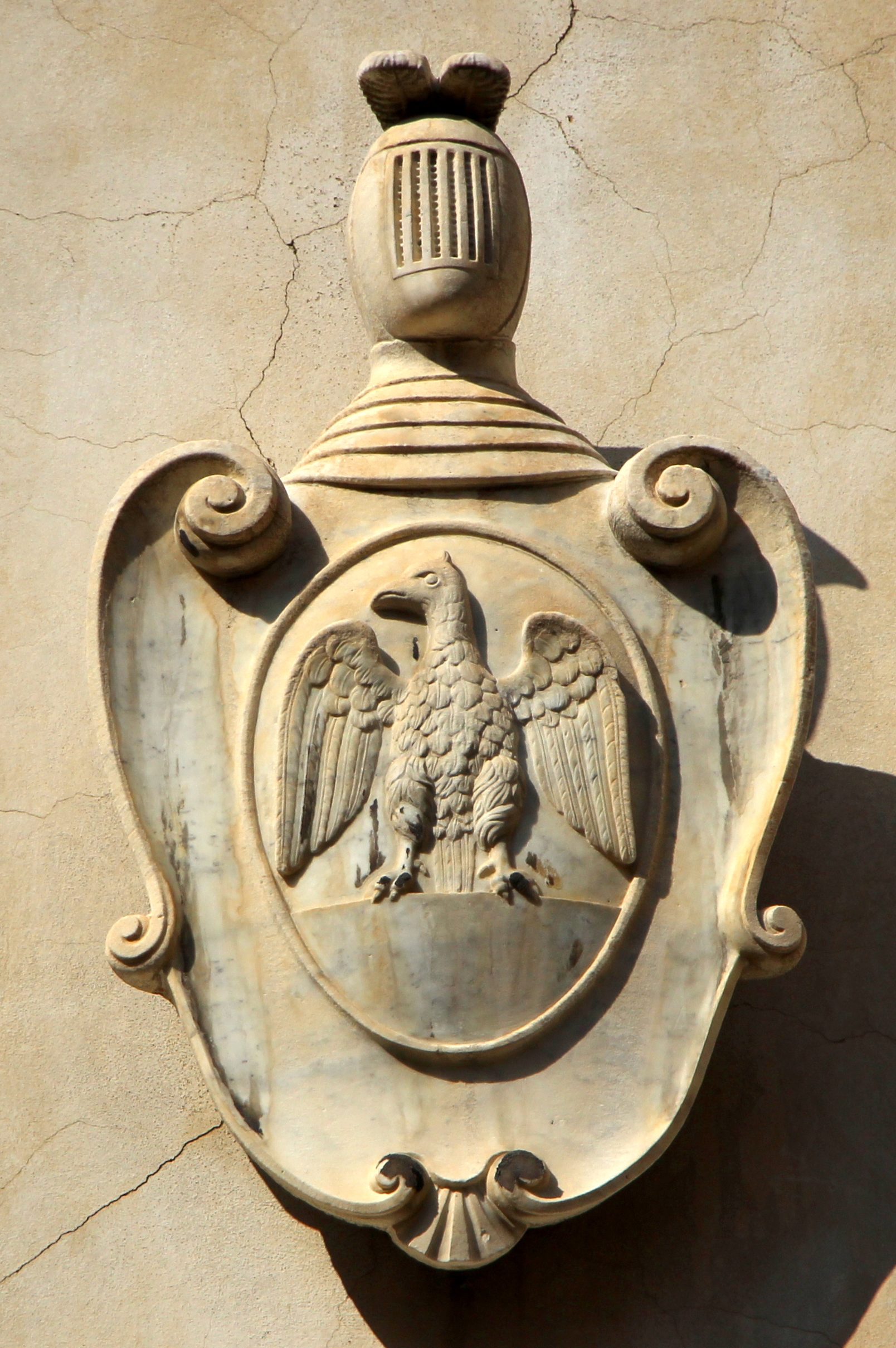
Wapenschild van de familie Quaratesi boven de kerkdeur
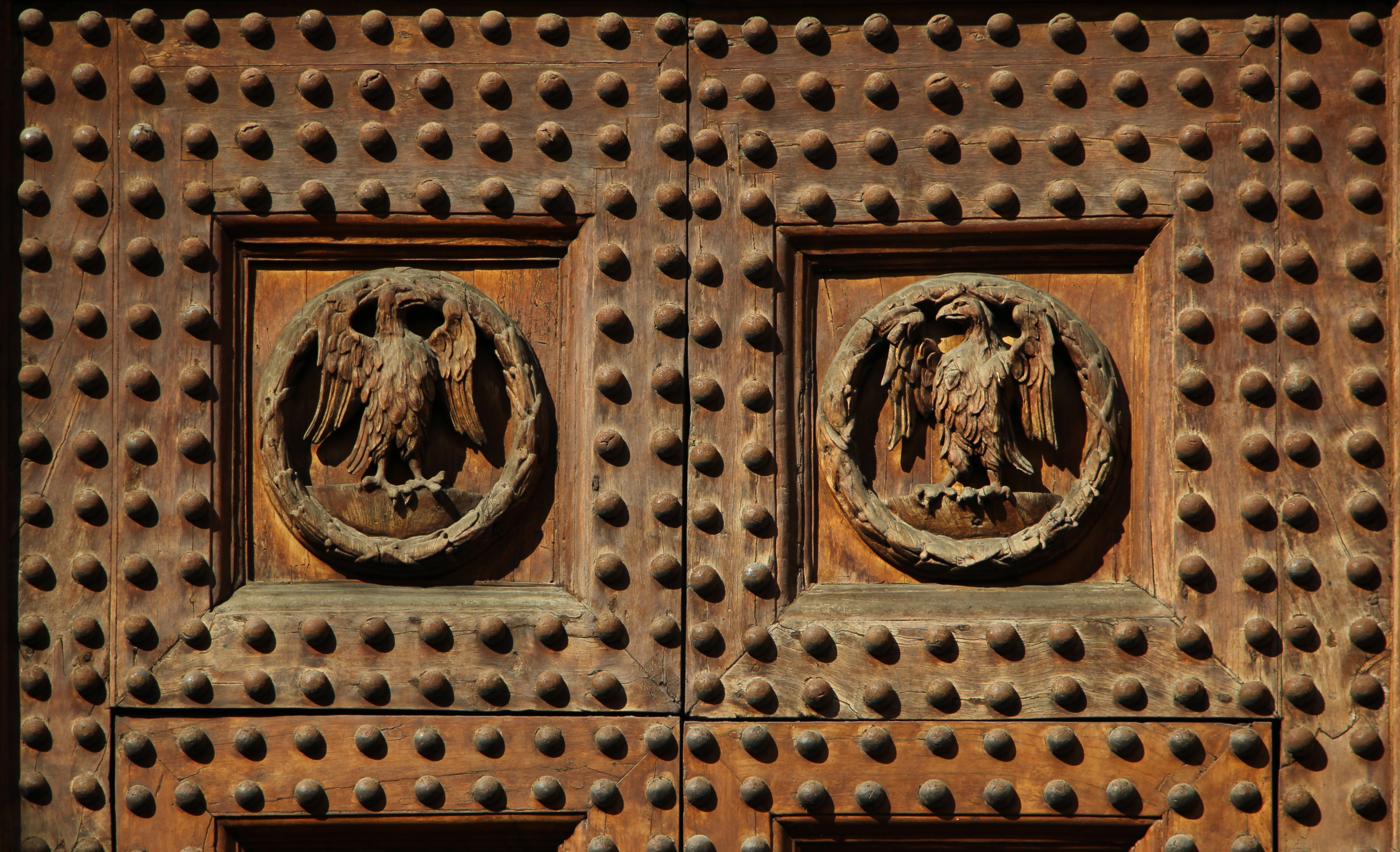
Kerkdeur met het wapen van de familie Quaratesi
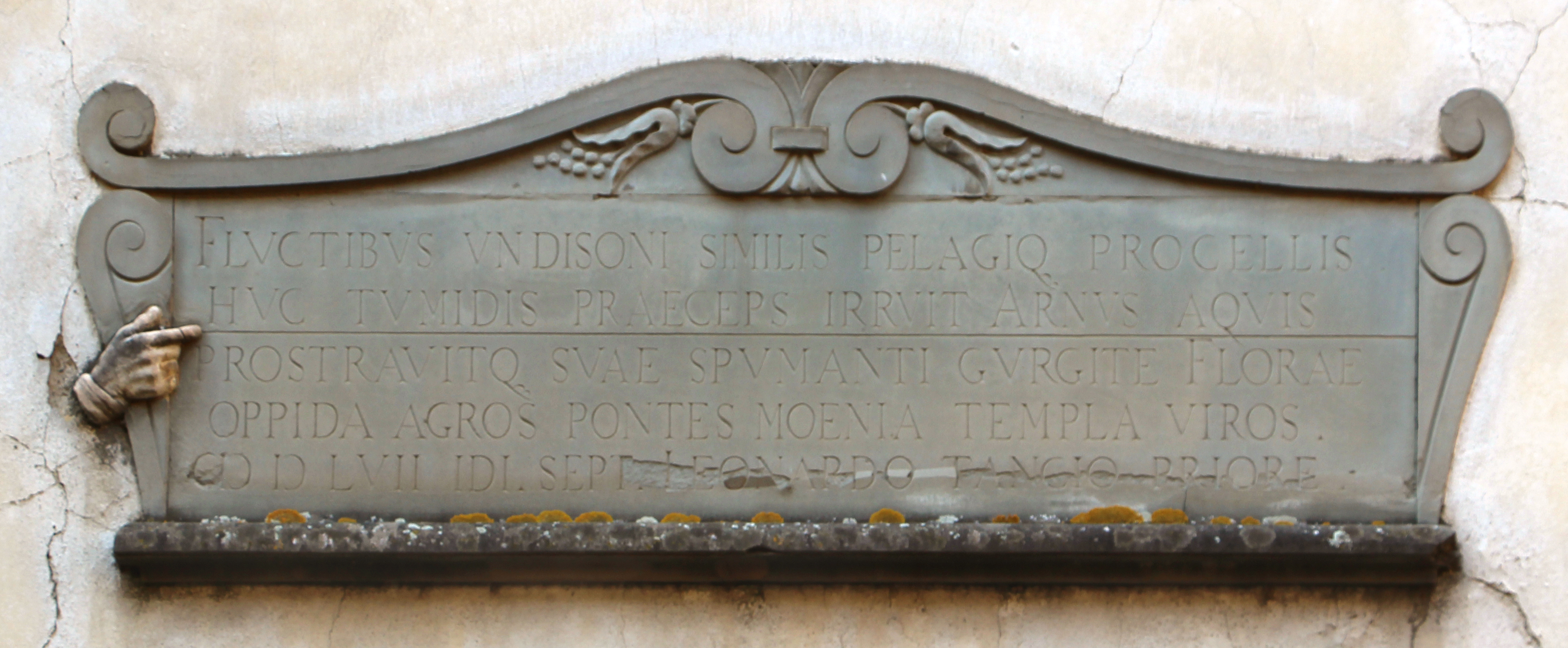
Gedenksteen waarop de hand de hoogte van het water in 1557 aangeeft
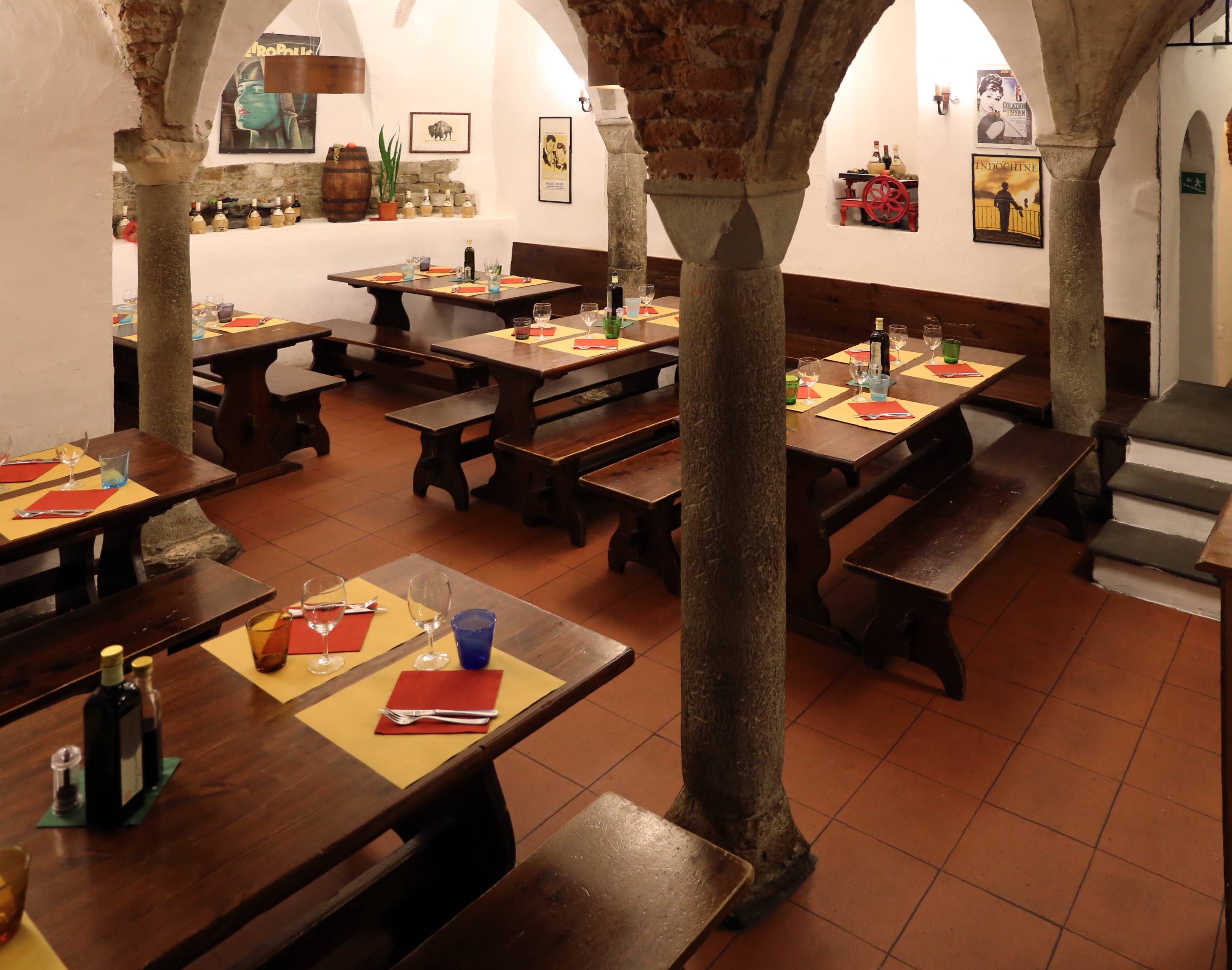
Voormalige crypte

## Interieur
De kerk heeft slechts één beuk en drie kapellen. Vanbinnen bezit ze nog steeds haar originele gotische structuur uit de 15e eeuw. In de kapel links van het hoofdaltaar staat het schilderij Prediking van Johannes de Doper (1608) van Jacopo da Empoli. In de tweede kapel aan de rechterzijde bevinden zich een aan Michelozzo toegeschreven Kruisbeeld en het schilderij Drievuldigheid met heiligen (1463) van Neri di Bicci. In de derde kapel staat een 15e-eeuws beeld van de heilige Urbanus.
In de sacristie staat een stenen tabernakel die wordt toegeschreven aan Michelozzo. Een lunet ervan is voorzien van het fresco Madonna van de gordel (1450), mogelijk geschilderd door Piero del Pollaiolo of misschien eerder Alesso Baldovinetti. Een gehavend en sterk gerestaureerd altaarstuk van Gentile da Fabriano, het Intercessie-retabel, waarvan de herkomst onzeker is, wordt eveneens bewaard in de sacristie. Voor de cappella Quaratesi maakte Gentile da Fabriano de Quaratesi-polyptiek, die nu verspreid is over meerdere musea. Daarnaast zijn er werken van Il Poppi, Jacopo Chimenti en Taddeo di Bartolo.
Het verhaal gaat dat Michelangelo zich verborgen zou hebben in de klokkentoren van de kerk voor de keizerlijke en pauselijke legers na hun belegering van Florence in 1529-1530.

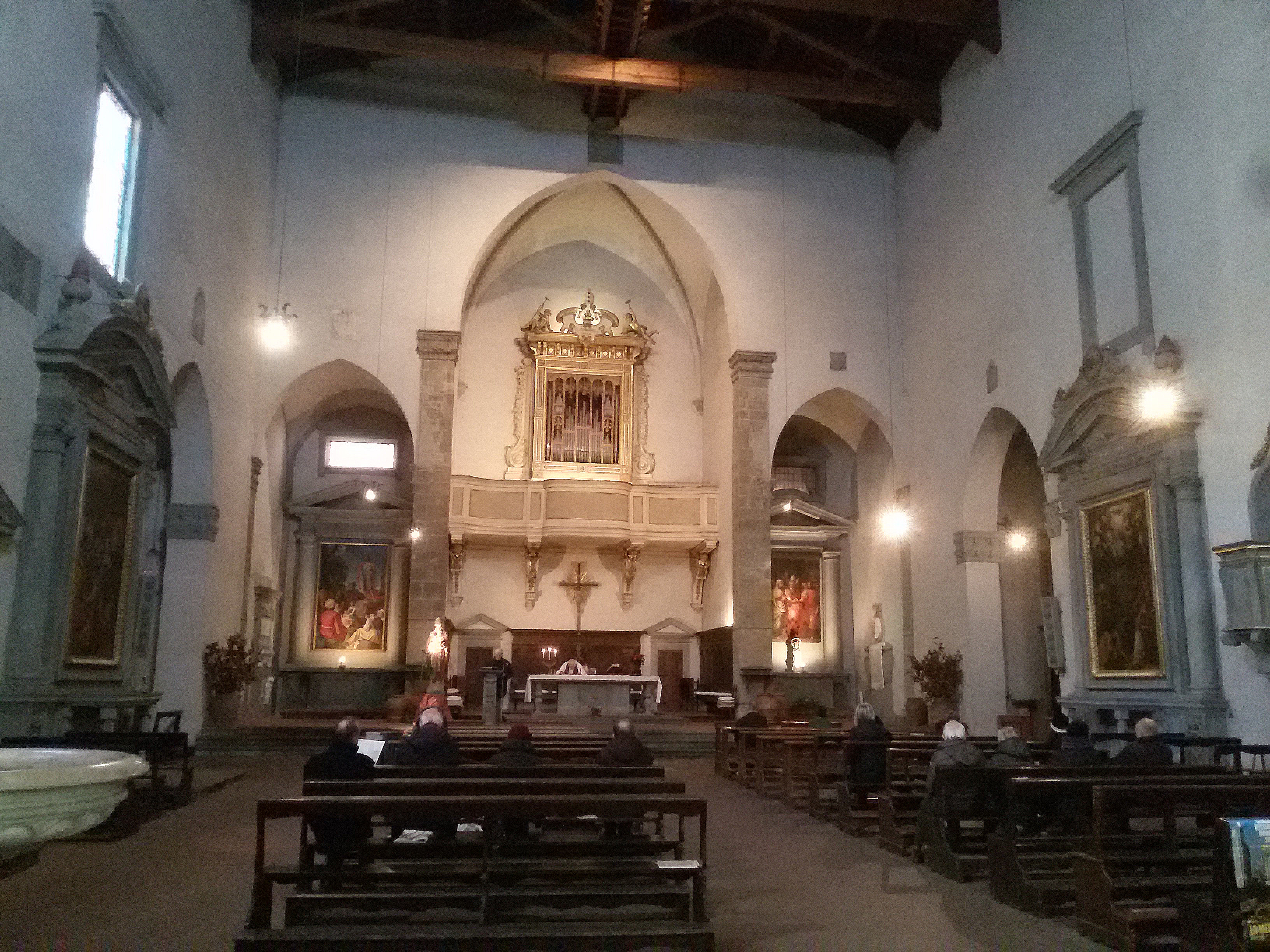
Interieur
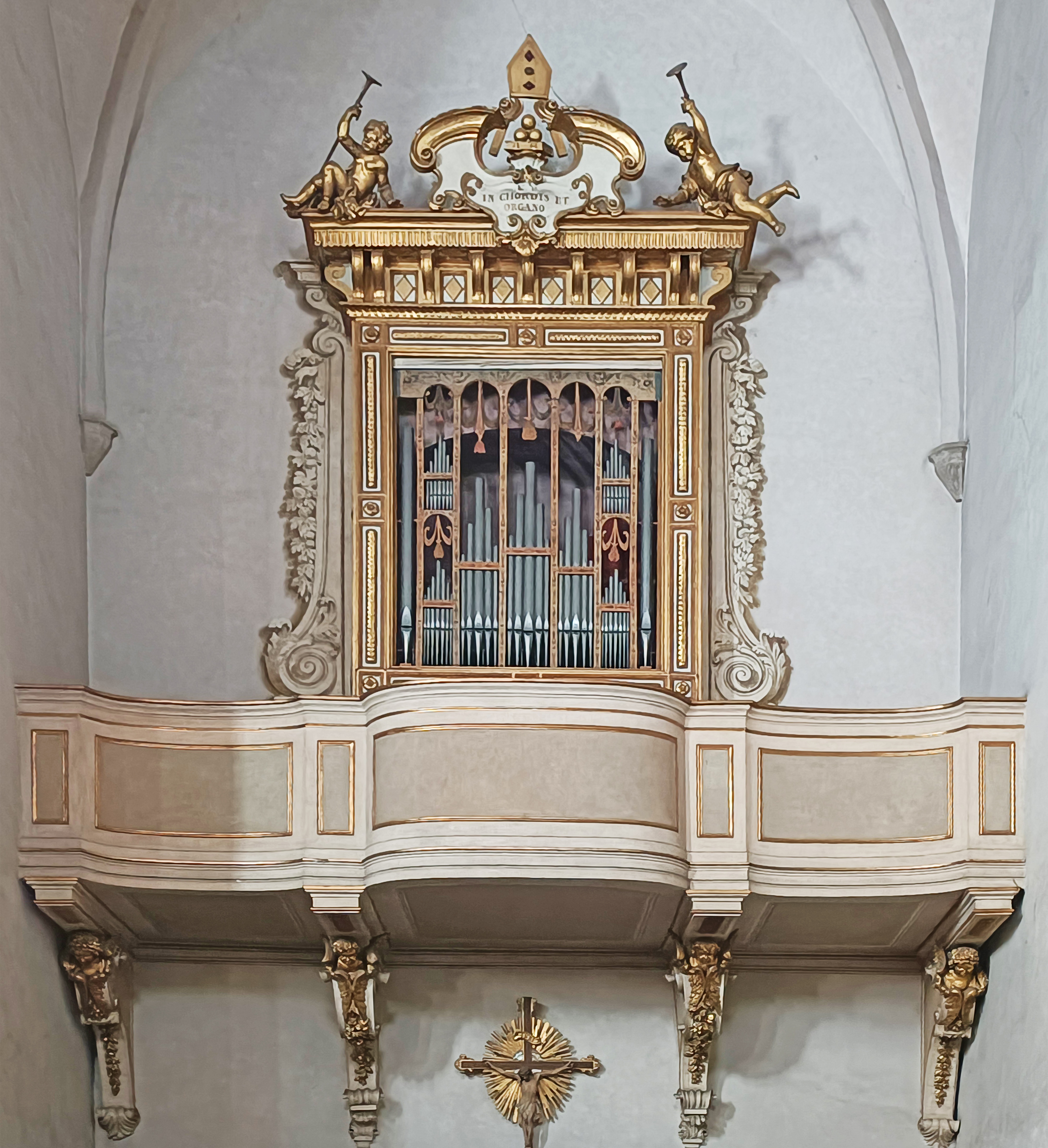
Het pijporgel uit 1581
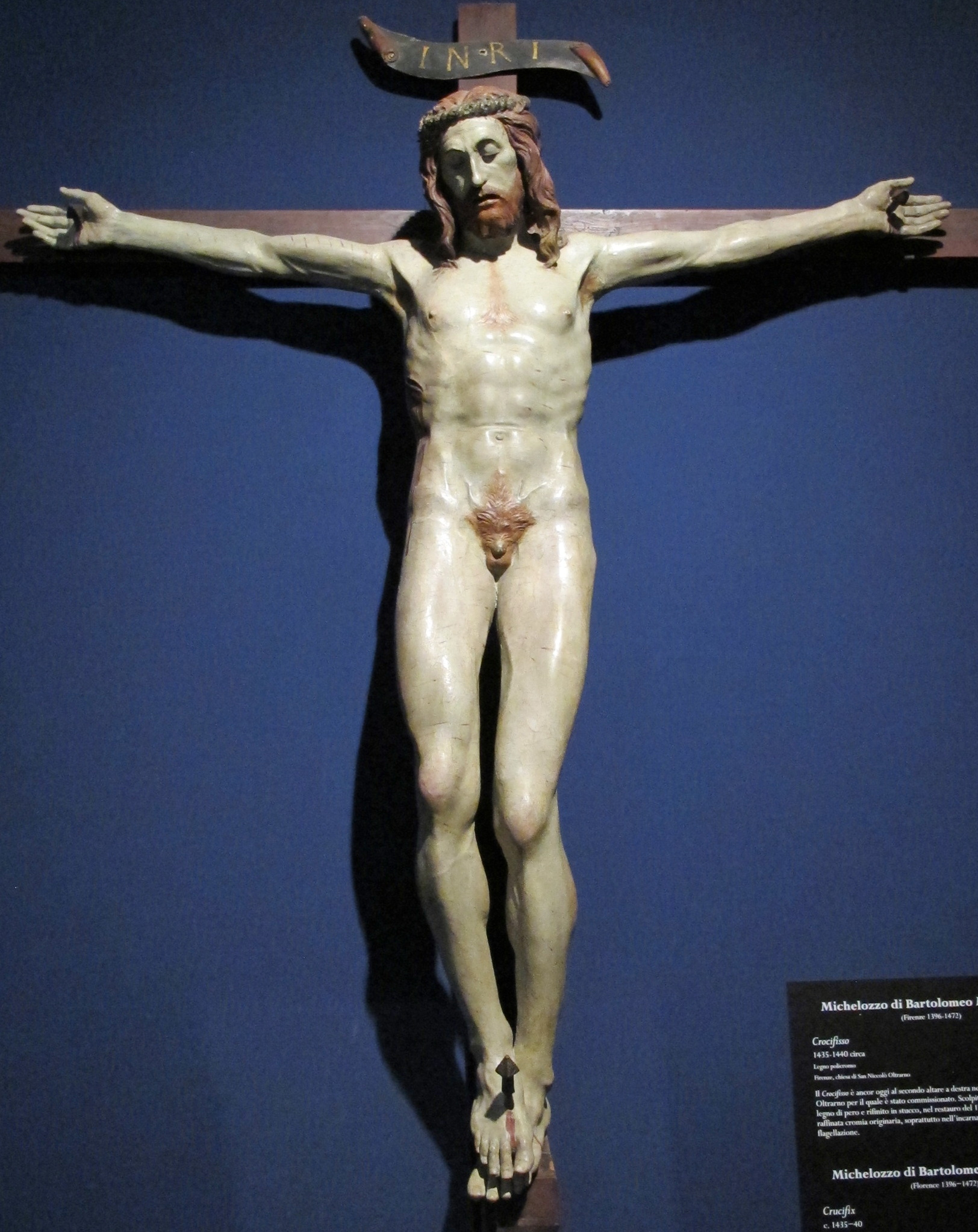
Michelozzo, Kruisiging, ca. 1435-1440
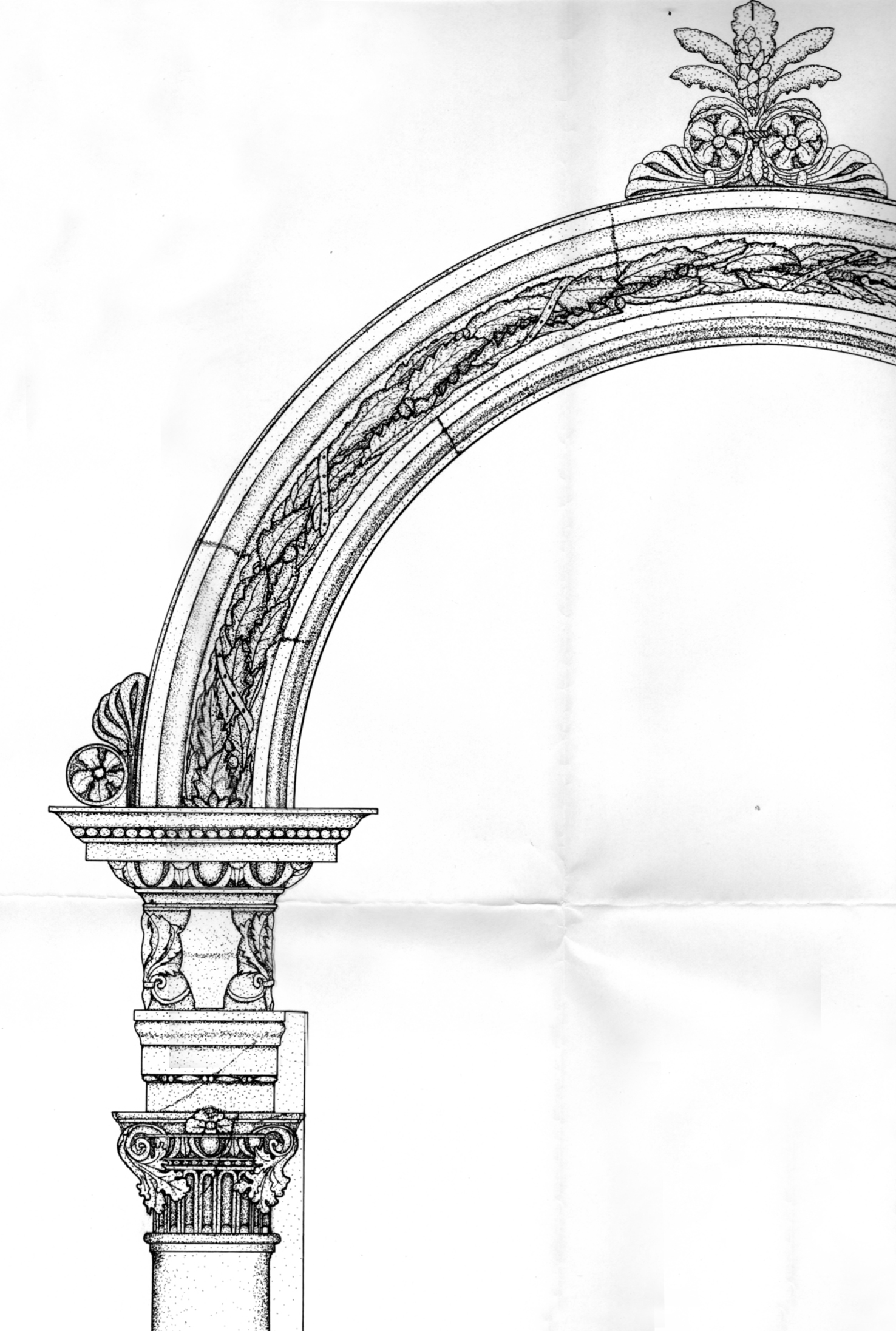
Michelozzo, detail van de tabernakel in de sacristie
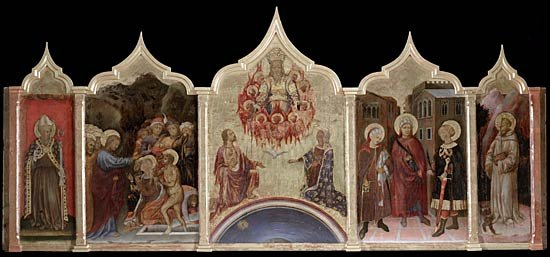
Gentile da Fabriano, Intercessie-retabel, ca. 1420-1423
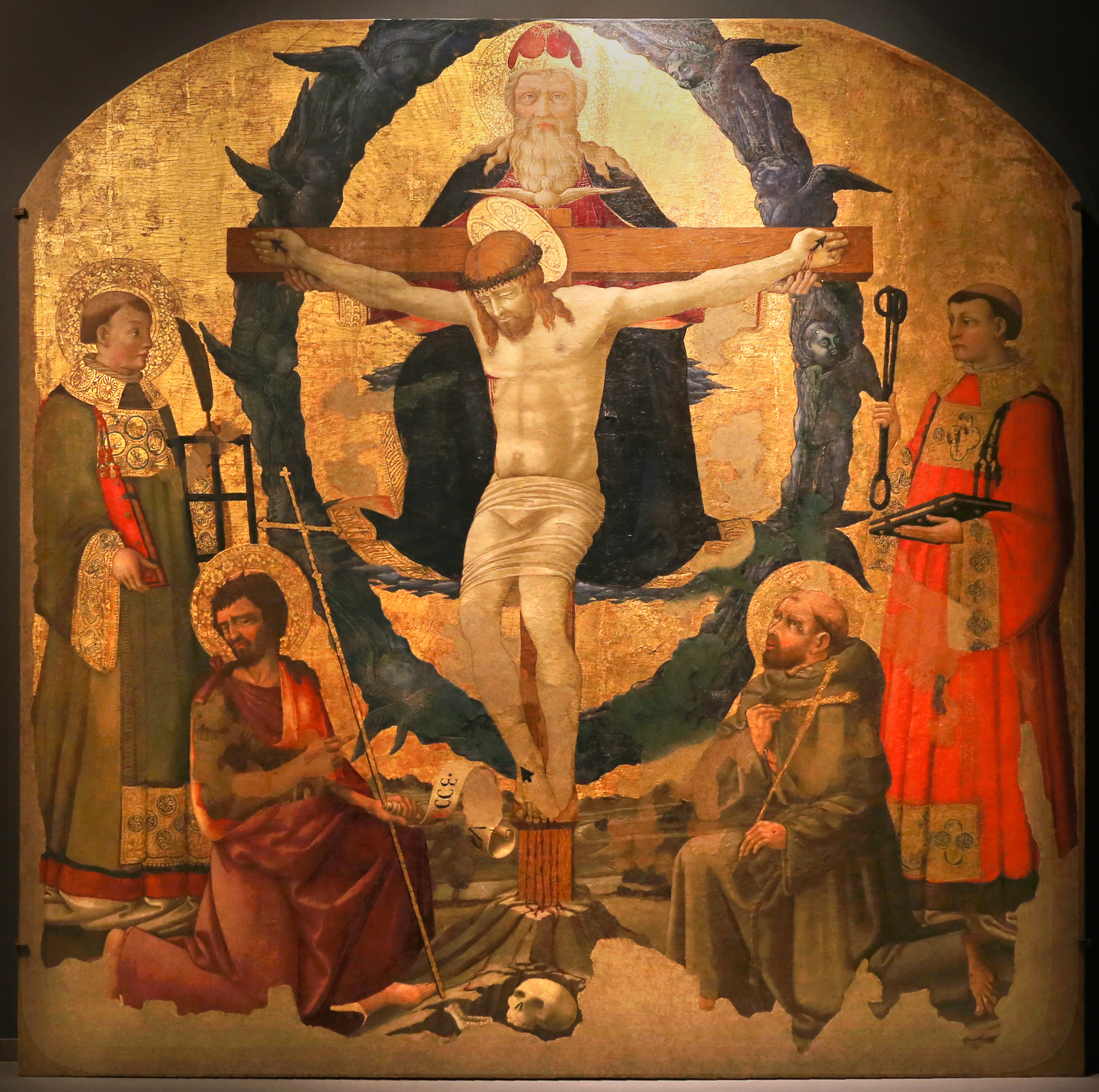
Drievuldigheid met heiligen van Neri di Bicci, 1463